# Бана (співак)
Адріано Гонсалвес (5 березня 1932 — 13 липня 2013), відомий під своїм сценічним псевдонімом Бана і якого звали «королем морни» був співаком з Кабо-Верде та виконавцем стилю морни, жалобного, мелодійного плачу, що є основним музичним стилем країни.

## Біографія
Бана народився 5 березня 1932 року в Мінделу, деякі джерела стверджують, що він народився 11 березня. У дитинстві його оточувала музика з місцевими співаками. У чотири роки він з'явився разом з місцевими співаками.
Бана, зріст якого перевищував сім футів, розпочав свою музичну кар'єру під час португальського колоніального правління, коли працював різноробочим та охоронцем легендарного композитора та виконавця з Кабо-Верде Б.Леза (BeLeza). У 1950-х роках співак, дядько Сезарії Евори, навчав Бану та багатьох інших виконавців мистецтву пісень морни. У 1958 році BeLeza був представлений на раунді з Академією Туна да Коїмбра, який відбувся на острові Сан-Вісенте. Серед присутніх були португальський поет і політичний дисидент Мануел Алеґре та португальський письменник, поет і прозаїк Фернандо Ассіс Пачеко, які намагалися відвезти його до Португалії для дій. Після смерті Б. Лези він почав працювати самостійно. Можливо, через його популярність Бану звинуватили у співпраці з португальським колоніальним урядом після дня народження його сина у час смерті Амілкарта Кабрала. Пізніше Бана поїхав у Дакар, Сенегал, де записав свій перший альбом у 1962 році і дав свій перший виступ. На платівці було чотири пісні, 2000 примірників було продано протягом перших тижнів.
Пізніше він переїхав до Європи за кілька місяців, спочатку до Парижа, де він пробув до 1968 року. Там Бана зробив дві пластинки, включаючи Pensamento e segredo (Думка і таємниця) та Bana à Paris (Бана у Парижі). Пізніше Бана переїхав до Роттердама, Нідерланди, де створив групу Voz de Cabo Верде (Голос Кабо-Верде) з іншими вигнанцями з Кабо-Верде, включаючи Луїса Мораїса (1934—2002), Жана да Ломбу, Моргадіньо, Той-де-Бібха, Френка Кавакіньо та кількох інших. Він також опублікував дві тривалі пісні та шість EP. У 1969 році він відправився на південний захід до Португалії, де відкрив у Лісабоні Restaurante Monte Cara, названий на честь однієї з визначних пам'яток острова Монте-Кара на захід від Мінделу (також Каса-де-Кабо-Верде). Він також заснував Discos Monte Cara, звукозаписну компанію (одну з перших у Кабо-Верде), яка також була названа на честь видатної мисцевості.
Бана створював звук у стилі музичних гуртів Кабо-Верде, його диски продавалися на його рідному острові та на інших островах Кабо-Верде, а Кабо-Вердеанці в Португалії, Італії, Франції, Гвінеї-Бісау, Мозамбіку та на сході Сполучених Штатів були визнані у піснях мора на креольській мові островів Кабо-Верде.
Після здобуття незалежності Кабо-Верде він повернувся до своєї країни. Бану звинуватили у допомозі колоніальним державам, довелося тікати від вбивства протестувальників і незабаром повернутися до Лісабону. Через сім років уряд Кабо-Верде вибачився і повернув його до своєї країни. У 1986 році, після сорока років співу, Бана вирішив піти на пенсію, закінчивши турне по Кабо-Верде. У 1998 році Бана записав свій альбом Gira Sol (Соняшник), який було зпродюсовано Раміром Мендесем для MB Records.
Він був «послом» музики Кабо-Верде, піонером, який потрапив у чотири куточки Європи та Африки.
Наприкінці 1980-х років Бана знову повернувся до Франції. Там він був одним з перших Кабо-Вердійціи, який керував багатонаціональною звукозаписною компанією, що базується в Парижі, яка називалась Lusafrica (заснована Хосе да Сілва), переважно залучаючи артистів з Африканської Лузофонії та за її межами, особливо з США, інших частин Західної та Середньої Африки та деяких іммігрантів до Франції. За свою 57-річну кар'єру Бана записав близько сотні пластинок та EP у групі та соло, він знявся у двох фільмах, двох французькою, одному німецькою та одному португальською/креольською.
В останні роки Бана виконував Кабо-Вердейські морни та коладейри, а також супроводжував їх традиційною групою з оркестром С. Хорхе де Арройоса.
У вісімдесятому році, він виступав на концерті в Лісабоні і показав інших співаків: Lura, Тіто Париж, Ненсі Вієйра, Тітіна, Хорхе Нето, Луїш Фортес, Té Македа, Хорхе Сільва, Лус Марія, Morgadinho, Леонель Алмейда, Коїмбра, Дані Сільва та кілька інших.
Він отримав медаль «За великі заслуги» президента Кабо-Верде разом з президентом Португалії. За свою довгу кар'єру він був відзначений у 2012 році на Музичній премії Кабо-Верде.
Страждаючи від поганого здоров'я протягом останніх років свого життя, Бана помер у 2013 році у лікарні Лурес у Португалії, у віці 81 року, після перенесеного сепсису, залишивши дружину та 8 дітей. Згідно з його останньою волею, його тіло буде кремоване.

## Родичі
Одним з його двоюрідних братів був інший співак з Кабо-Верде Едді Морено, його інші двоюрідні брати та далекі двоюрідні брати були кількома співаками з родини Халіно, включаючи Армандо, Едуардо, Валь, Ксанте та Зуку, також він був родичем з Джо Д'Елой.

## Дискографія

### Альбоми
Бана записав дві пісні та 41 альбом.
- Nha Terra (1965)
- Pensamento e Segredo (1965)
- L. Morais (1967)
- A Paris чи Bana á Paris (Бана в Парижі) (1968)
- Recordano (Запис) (1969)
- Rotcha-Nu (1970)
- So Coladeras! (1971)
- Coladeras: The Best of Bana (Коладейри: Найкраще з Бани) (1972)
- Contratempo (1974)
- Cidália (1976)
- Miss Unidos (1977)
- O encanto de Cabo Verde (1982)
- Dor di nha dor (1984)
- Gira sol (Соняшник) (1998)
- Acaba comingo
- Ao vivo no Coliseu (наживо у Колізеї)
- Bana — a voz de ouro — mornas (Бана — Голос золота — Морни)
- Bana canta a magia Cap-Vert (записано в Парижі)
- Bana e sua orquestra
- Camin de Maderalzim
- Canto de amores (Пісні кохання)
- Fado
- Ganha gasta
- Gardenia
- Livro infinite (Нескінченна книга)
- Mandamentos / Sodad II
- María Barba e Tunga Tunghinha
- Avenida Marginal — названа на честь вулиці, що проходить від центру на північний захід від Мінделу в межах бухти Мінделу, порту Мінделу знаходиться посередині проспекту
- As melhores mornas de semper
- Merecimento de mãe
- Morabeza
- Mornas inesquecíveis
- Mornas e coladeiras (Mornas і Coladeiras, чи Mornas e coladeras)
- Mostero nha tentação
- Perseguida (Переслідування)
- Pilon iletrico (Електричний пілон)
- Solidão
- Teresa
- La Zandunga

### Сингли
- «Bobista, Nha Terra» («Боа Віста, наша земля»)/«Oh Boy!» («О хлопче!») (1979), Селіна Перейра, Discos Monte Cara
- «Feel Good» («Почувайся добре») (1979/80)
- «Cabinda a Cunene» (1998)
- «Badiu di fora»
- «Canta cu alma sem ser magoado», оригінально Pedro Rodrigues
- «De bes»
- «Teresinha», оригінально Ti Goi

### Співпраця
- Сингл з Марією Жоао в 1999 році